# Baza (marksizm)
Baza, baza ekonomiczna – w koncepcji rozwoju społecznego Karola Marksa ogół materialnych sił wytwórczych i wynikających z nich stosunków produkcji, charakterystyczny dla danej formacji społecznej. Baza stanowi też o najważniejszych podziałach społecznych w danej formacji.
Wraz z pojawianiem się nowych sił wytwórczych pojawia się sprzeczność między nimi a starymi stosunkami produkcji i prowadzi do pojawienia się nowych stosunków produkcji, a przez to nowej bazy, która z kolei jest sprzeczna z polityczno-prawną nadbudową. Gdy nadbudowa zostanie zmieniona, nastąpi całkowita zmiana formacji społecznej.
Według Marksa każda zmiana społeczna wynika ze zmiany bazy, a ta zależy od zmiany materialnych sił wytwórczych, aczkolwiek szerszymi badaniami objął on tylko formację kapitalistyczną (burżuazyjną). Stanowisko to określane jest jako materializm historyczny, w którym zawarta jest również teza, że „życie określa świadomość”, korygowana później przez Fryderyka Engelsa, który nadmieniał, że świadomość społeczna ma „pewną niezależność”. Dla części socjologów rdzeniem marksizmu jest założenie, że baza warunkuje wszelkie zjawiska społeczne. Niemniej z czasem marksistowscy przedstawiciele teorii krytycznej w coraz mniejszym stopniu widzieli możliwość zmiany społeczeństwa poprzez zmianę bazy, gdy ta ostatnia zmieniana była poprzez rewolucję komunistyczną.